# Lia Olguța Vasilescu
Lia Olguța Vasilescu (Craiova, 18 novembre 1974) è una politica rumena.
Membro ad appena 17 anni del gruppo di estrema destra del Partito Grande Romania (PRM), fu politicamente vicina al fondatore del partito Corneliu Vadim Tudor, grazie al quale ottenne la prima elezione alla camera dei deputati nel 2000 a soli 26 anni, divenendo il più giovane parlamentare nella storia della Romania.
Nel 2007 passò al Partito Social Democratico (PSD), allora condotto da Mircea Geoană. Senatore dal 2008 al 2012 nelle liste del PSD, fu poi sindaco di Craiova per i successivi cinque anni.
Nel 2017 fu nominata ministro del lavoro del governo Grindeanu e riconfermata nei governi Tudose e Dăncilă.
Nel 2020 tornò a rivestire l'incarico di sindaco di Craiova.

## Vita privata e professionale
La famiglia era originaria della Dobrugia meridionale, area passata dalla Romania alla Bulgaria nel 1940 in seguito al trattato di Craiova. Lia Olguța completò gli studi liceali presso il collegio Elena Cuza di Craiova e nel 1997 conseguì la laurea presso la facoltà di filologia e storia dell'Università di Craiova con specializzazione in rumeno e italiano.
Tra il 1997 e il 2000 lavorò per il giornale locale Cuvântul Libertății in qualità di redattore e giornalista.
Nel 2001 seguì un corso presso l'Università nazionale di difesa "Carlo I" e nel 2007 ottenne il dottorato in sociologia dell'Università di Bucarest. Fu autrice di numerose pubblicazioni scientifiche e di due monografie (Cultura - factor de securitate nationala e Vilfredo Pareto si contributia lui la dezvoltarea sociologiei moderne).
Il 18 novembre 2002 sposò l'ex giornalista di Pro TV Ovidiu Wlassopol.
Nel 2001 ottenne la cintura nera secondo dan di karate e dal 2012 fu presidente della sezione romena dell'associazione internazionale di kickboxing WAKO pro.
Nel febbraio 2019 sposò in seconde nozze il vicepresidente del senato Claudiu Manda (PSD), mentre il loro testimone fu il sindaco del comune di Ișalnița Ovidiu Flori (PSD).

## Carriera politica

### Fondazione del PRM ed elezione alla camera dei deputati
In base a sue stesse dichiarazioni, Vasilescu si avvicinò al pensiero nazionalista nel 1991 in seguito ad un viaggio di studio in Italia, durante il quale appurò l'ottima preparazione sua e dei compagni di liceo e riscontrò un generale disinteresse per la cultura e storia romena all'estero. Si trattò di elementi che la spinsero ad intraprendere la vita politica. Nel contesto della Romania postrivoluzionaria, ad appena 17 anni, fu uno dei membri fondatori della formazione ultranazionalista Partito Grande Romania (PRM), divenendo nel 1993 presidente dell'organizzazione giovanile del partito nel distretto di Dolj. Dopo la laurea conseguita nel 1997 lavorò nel campo del giornalismo, cui affiancò la militanza politica.
Con il supporto personale del presidente del partito Corneliu Vadim Tudor (giunto secondo nella corsa alla presidenza della repubblica nel 2000), tra il 2000 e il 2004 Vasilescu fu portavoce del PRM, presidente dell'organizzazione giovanile a livello nazionale e membro dell'ufficio permanente del partito.
In occasione delle elezioni parlamentari in Romania del 2000 fu candidata alla camera nel distretto di Dolj e, conquistando il seggio, a 26 anni divenne la più giovane parlamentare della storia della Romania fino a quel momento. Nel 2004 fu capolista alla camera per il PRM ed ottenne la riconferma per un ulteriore mandato, nel corso del quale fu per un certo periodo (da giugno 2005 a febbraio 2008) presidente della commissione per l'istruzione, la scienza, la gioventù e lo sport.
Nel 2006 fu invitata dall'uomo d'affari George Becali ad entrare nel neonato Partito Nuova Generazione - Cristiano Democratico, ma Vasilescu non accettò l'offerta.

### Passaggio al PSD: senatrice e sindaco di Craiova

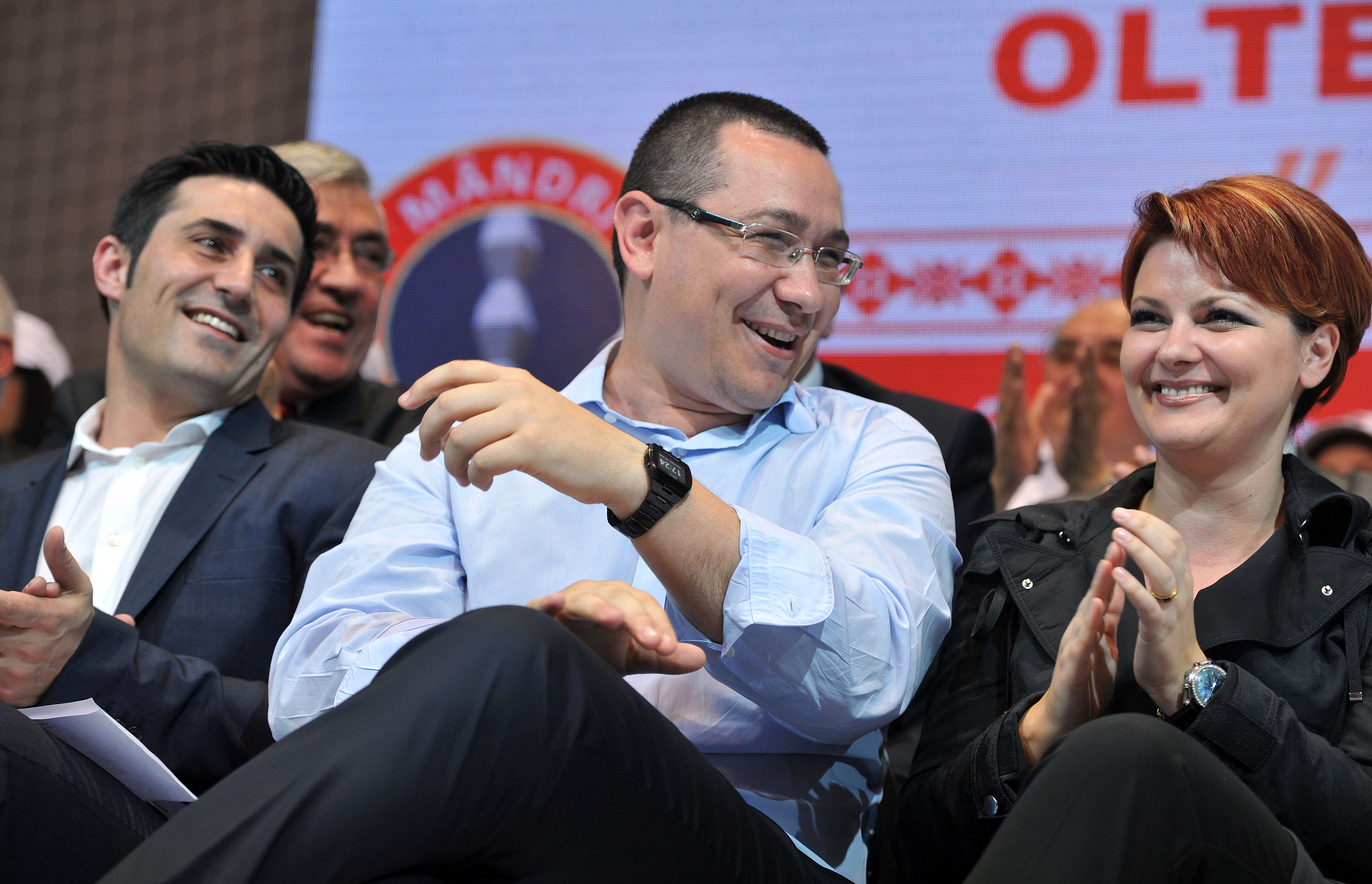
Lia Olguța Vasilescu e Victor Ponta al lancio dei candidati dell'alleanza elettorale PSD-UNPR-PC alle elezioni del Parlamento europeo a Craiova il 3 maggio 2014

Vista la fase di declino politico, sul finire di 2007 diversi membri del PRM lasciarono il partito a causa di contrasti personali con il leader Corneliu Vadim Tudor. Tra questi Daniela Buruiană e Dan Claudiu Tănăsescu, cui si aggiunse anche Lia Olguța Vasilescu. Nello specifico, già da un anno il giornale di proprietà di Tudor Tricolorul aveva avanzato dei dubbi sulla fedeltà di Vasilescu alla linea del partito. Il 19 dicembre 2007 il PRM le ritirò l'appoggio politico per via di attività reputate non soddisfacenti alla guida della commissione permanente sull'istruzione della camera. Nella stessa giornata Vasilescu, in conferenza stampa con il presidente del Partito Social Democratico (PSD) Mircea Geoană, ringraziò Tudor per le opportunità datele negli anni e confermò il proprio passaggio ai socialdemocratici. Il PSD, in quel momento all'opposizione, preparava il terreno per le elezioni parlamentari del 2008.
Nel 2008 fu candidata dal PSD al senato. Nel distretto ottenne il 62,9% delle preferenze, superando gli avversari Eugen Georgescu (PD-L) e Viorel Călin (PNL). Mantenne il seggio fino al 29 giugno 2012, quando diede le dimissioni per dedicarsi al suo nuovo ruolo di sindaco. Nel corso del mandato rivestì il ruolo di presidente della commissione pari opportunità e partecipò in qualità di membro alla commissione per la cultura, l'arte e i mezzi di informazione.
Grazie anche al pieno sostegno della sezione municipale del PSD di Craiova guidata da Mihai Fifor e dell'organizzazione femminile del PSD (OFPSD) e della sua presidente Rovana Plumb, infatti, concorse alle elezioni amministrative di giugno 2012 per diventare primo cittadino della natia Craiova. In campagna elettorale presentò un ambizioso programma in cui prometteva la realizzazione di canili per 5.000 animali, la creazione di 20.000 posti di lavoro, la costruzione di 4.000 sedi abitative in quattro anni, il miglioramento della rete idrica e stradale e sovvenzioni per la squadra di calcio locale, l'Universitatea Craiova. Vasilescu ottenne il 45,5% delle preferenze contro il 40,9% di Antonie Solomon, sindaco uscente candidato dall'Unione Nazionale per il Progresso della Romania. Nel 2012, quindi, divenne la prima donna in assoluto a rivestire l'incarico di sindaco di una città capoluogo di distretto.
Nel marzo del 2013 venne nominata presidente della sezione municipale del PSD di Craiova e, in aprile, divenne uno dei 21 vicepresidenti del PSD a livello nazionale, ottenendo la riconferma del ruolo anche al congresso straordinario del PSD dell'ottobre 2015, quando Liviu Dragnea fu eletto nuovo presidente.
Nel giugno del 2016 con il 61% delle preferenze fu riconfermata dai propri concittadini per un nuovo mandato di sindaco di Craiova. L'avversario del PNL, l'ex calciatore Pavel Badea, ottenne appena il 13%.

### Ministro del lavoro
Tornò alla camera dei deputati dopo la vittoria di un seggio alle elezioni parlamentari del dicembre 2016, che segnarono l'inizio del governo Grindeanu, premier sostenuto da PSD e Alleanza dei Liberali e dei Democratici (ALDE). Su indicazione di Dragnea, Lia Olguța Vasilescu fu nominata ministro del lavoro del neonato esecutivo. In tale funzione fu tra i maggiori promotori di una legge di adeguamento salariale che prevedeva maggiorazioni sugli stipendi per i dipendenti del settore pubblico.
Nonostante un ammonimento pubblico da parte del PSD, nell'aprile 2017, per aver rivelato alla stampa alcune misure previste nella legge di modifica del codice di procedura fiscale in lavorazione al ministero delle finanze condotto da Viorel Ștefan, in giugno fu uno dei soli cinque ministri a superare la valutazione sulle attività del governo, eseguita dal comitato esecutivo del partito. L'emergere di contrasti tra Dragnea e il premier Sorin Grindeanu, tuttavia, portò alla fine del governo. Mentre Grindeanu perse l'appoggio del PSD, i ministri, su indicazione del partito, presentarono le proprie dimissioni in massa, in modo da spingere il primo ministro a ritirarsi dal suo ruolo. Il governo Grindeanu cadde il 21 giugno 2017, su una mozione di sfiducia presentata dallo stesso PSD.
Fu riconfermata nella stessa posizione anche nei successivi governi Tudose e Dăncilă. Nel novembre 2018, in conseguenza di profonde tensioni interne al PSD, che avevano portato all'espulsione dal partito di nomi pesanti della dirigenza, fu realizzato un rimpasto generale della squadra di governo. La lista preposta il 20 novembre dal primo ministro Viorica Dăncilă prevedeva il trasferimento di Lia Olguța Vasilescu al ministero dei trasporti, ma tale indicazione fu rifiutata dal presidente della repubblica Klaus Iohannis. Il premier, quindi, propose una diversa formulazione, con la Vasilescu allo sviluppo regionale e Mircea Drăghici ai trasporti ma, malgrado la decisione, Iohannis comunicò di non voler procedere a nessuna nomina. La Vasilescu fu riproposta per ben quattro volte al vaglio di Iohannis, che dichiarò di essere contrario alla sua nomina per la mancanza di esperienza specifica nel settore dello sviluppo regionale, per le sue dichiarazioni controverse sulle figure dell'opposizione e per le sue pressioni sulla giustizia. Dopo due mesi, per evitare il protrarsi del blocco istituzionale, il 12 febbraio Lia Olguța Vasilescu annunciò di voler rinunciare alla candidatura a ministro ed occuparsi esclusivamente del ruolo di parlamentare, rivestendo il ruolo di membro della commissione lavoro della camera.

### Nuovi incarichi nel PSD
Fu successivamente portavoce del partito per le elezioni europee del 2019, ma dopo l'arresto di Liviu Dragnea avvenuto nel maggio 2019 fu sostituita nell'incarico da Mihai Fifor.
Nel giugno 2019 fu indicata a capo della commissione parlamentare d'inchiesta voluta da PSD e ALDE per le indagini su eventuali frodi commesse nel corso delle elezioni europee.
Il mese successivo la sezione del PSD Craiova la rinominò all'unanimità presidente.
Il 22 agosto 2020 fu confermata vicepresidente del PSD nel corso del congresso che elesse Marcel Ciolacu alla presidenza del partito. In occasione del congresso del 24 agosto 2024 fu nominata vicepresidente del PSD con competenza sul lavoro e la protezione sociale.

### Elezione a sindaco del 2020
Nel marzo 2020 annunciò l'intenzione di candidarsi nuovamente per la funzione di primo cittadino di Craiova, alla luce di un sondaggio che la considerava il miglior sindaco che la città aveva avuto dal 1989. Tra le promesse della sua campagna elettorale spiccava quella della costruzione di un parco divertimenti a tema Dracula, che sarebbe diventato il più grande della Romania.
Al voto del 27 settembre 2020 ottenne il 34%, garantendosi la poltrona di sindaco. Entrò in carica il successivo 13 novembre. Fu rieletta anche alle elezioni del 2024.

## Aspetti controversi

### Accusa di plagio della tesi dottorale
Nel dicembre del 2014 la professoressa Cosmina Rughiniş, membro della Commissione etica della facoltà di sociologia dell'Università di Bucarest, rilevò che la bibliografia della tesi sostenuta nel 2007 da Lia Olguța Vasilescu, Contribuția lui Vilfredo Pareto la dezvoltarea sociologiei moderne, non permetteva di identificare i testi di riferimento che erano stati utilizzati, avanzando sospetti di plagio dell'opera realizzata dall'allora sindaco di Craiova. Vasilescu reagì duramente, minacciando di ricorrere in tribunale contro la Rughiniş per le sue affermazioni. L'Università di Bucarest, quindi, chiese un parere al Consiglio nazionale di etica (CNE) del ministero dell'istruzione, competente in materia di verifica di plagio dal 2012.
Nel settembre del 2015 il CNE rese pubblica la delibera in cui scagionava la Vasilescu dalle accuse.

### Indagine per corruzione
Nel marzo del 2016 la Direzione nazionale anticorruzione (DNA) avviò un'inchiesta nei suoi confronti con le accuse di corruzione, abuso di autorità e riciclaggio. I procuratori richiesero l'emissione di un'ordinanza di custodia cautelare che, però, fu respinta. Già indagata, nel mese di luglio fu rinviata a giudizio al tribunale di Bucarest per tali reati.
Secondo la DNA, in occasione della campagna elettorale del 2012 per l'elezione a sindaco di Craiova, la Vasilescu avrebbe utilizzato la propria influenza per spingere diversi imprenditori locali a sostenere economicamente la propria candidatura (una donazione di 25.000 euro per un concerto tenutosi il 14 maggio e un'altra di 45.000 euro costituente materiale pubblicitario per la campagna). Fu ipotizzato, inoltre, il reato di corruzione per alcuni fatti risalenti al 2014. Stando a una nota della DNA, la Vasilescu pretese, tramite versamenti ad un'organizzazione non profit a lei collegata (gestita da Radu Cosmin Preda e Elena Daniela Popescu, entrambi indagati), il pagamento di somme per un totale di 568.291,37 lei da diversi imprenditori che avevano in corso contratti con l'amministrazione comunale.
Nel settembre del 2016 il tribunale di Bucarest stabilì che era stato leso il diritto alla difesa dell'imputato. Il giudice dichiarò nulle molte delle prove presentate dagli inquirenti, ordinando l'esclusione dal dossier del processo delle dichiarazioni fatte da tre testimoni di fronte agli ufficiali della polizia giudiziaria, in quanto questi non avevano ricevuto la delega da parte del procuratore per realizzare atti finalizzati all'inchiesta penale.
La DNA presentò ricorso per vizi di procedura alla corte di appello che, in novembre, specificò che il caso sarebbe dovuto tornare in discussione al tribunale di Bucarest. Il 15 dicembre 2016, tuttavia, il tribunale di Bucarest ordinò alla DNA di ricominciare l'inchiesta da capo, decisione che fu nuovamente contestata dalla DNA alla corte di appello. La DNA, inoltre, richiese alla corte di appello di trasmettere il caso per competenza all'Alta corte di cassazione e giustizia, poiché, nel frattempo, la Vasilescu era diventata parlamentare.
Il 27 gennaio 2017 la corte di appello respinse il ricorso della DNA, ordinando di riprendere le indagini dall'inizio. Nel dicembre 2020 la procura della DNA decise di archiviare l'inchiesta, poiché non esistevano prove che indicassero un'eventuale colpevolezza della Vasilescu.